# Astronomy Domine
"Astronomy Domine" (também escrito como "Astronomy Dominé") é uma canção da banda de rock inglesa Pink Floyd. A canção, escrita e composta pelo vocalista/guitarrista original Syd Barrett, é a faixa de abertura de seu álbum de estreia, The Piper at the Gates of Dawn (1967). O vocal principal foi cantado por Barrett e pelo tecladista Richard Wright. Seu título provisório era "Astronomy Dominé (An Astral Chant)". "Domine" (o vocativo de "Senhor" em latim) é uma palavra frequentemente usada nos cantos gregorianos.

## Música

### Sons e referências
A música foi vista como a primeira incursão do Pink Floyd no rock espacial (junto com "Interstellar Overdrive"), embora os membros da banda posteriormente tenham depreciado esse termo. A música abre com a voz de um de seus empresários na época, Peter Jenner, lendo os nomes de planetas, estrelas e galáxias através de um megafone. Uma linha quase inaudível, "Plutão não foi descoberto até 1930", pode ser ouvida na mixagem megafônica. O Fender Esquire de Barrett surge e fica mais alto. Às 0:19, ouve-se um sinal sonoro rápido. Às 0:26, a bateria de Nick Mason começa e Barrett toca a figura introdutória. O órgão Farfisa do tecladista Richard Wright é mixado ao fundo. A letra de Barrett sobre o espaço apóia o tema da música, mencionando os planetas Júpiter, Saturno e Netuno, bem como as luas uranianas Oberon, Miranda e Titânia, e a lua de Saturno, Titã. Barrett e Wright fornecem os vocais principais. A linha de baixo de Roger Waters, o órgão Farfisa de Wright e a guitarra slide de Barrett dominam, com a recitação do megafone de Jenner ressurgindo da mixagem por um tempo.

### Progressão musical
O verso tem uma progressão inusitada de acordes, tudo em acordes maiores: E, E♭, G e A. O refrão é inteiramente cromático, descendo diretamente de A a D na guitarra, baixo e canto em falsete, descendo um semitom a cada três batidas. Na introdução, Barrett pega um acorde E aberto comum e move as notas trastadas um semitom para baixo, resultando em um acorde E♭ maior sobreposto a um acorde E menor aberto, frisando as notas E♭ e B♭ junto com o E, G aberto., B e high-E strings do violão; o G funciona como terça maior para o acorde E♭ e terça menor para o acorde E. Na versão ao vivo ouvida em Ummagumma (1969), a banda pós-Barrett, com David Gilmour na guitarra, normalizou a introdução em acordes maiores de E e E♭ direto, também normalizando o tempo da introdução, mas, em 1994, Gilmour começou a executar uma versão mais próxima da original (conforme ouvida em Pulse) que carregou para sua carreira solo.
O Fender Esquire de Barrett é tocado através de uma máquina de eco Binson, criando efeitos psicodélicos de atraso. A faixa é a única canção aberta de "rock espacial" da banda, embora um instrumental abstrato composto pelo grupo tenha sido intitulado "Interstellar Overdrive". Waters, em uma entrevista com Nick Sedgewick, descreveu "Astronomy Dominé" como "a soma total" da escrita de Barrett sobre o espaço, "ainda há toda essa maldita mística sobre como ele foi o pai de tudo".

### Versões alternativas e ao vivo
"Astronomy Domine" foi uma peça popular ao vivo, regularmente incluída nos shows da banda. É a primeira faixa do lado ao vivo do álbum Ummagumma, lançado em 1969. Esta versão reflete o estilo mais progressivo da banda daquela época. A música é estendida incluindo o primeiro verso duas vezes e a seção instrumental do meio, antes de ficar mais alta novamente no último verso. Os vocais principais são compartilhados entre Gilmour e Wright. Enquanto Wright cantava a harmonia superior na versão de estúdio, Gilmour cantava a harmonia superior ao vivo. A versão ao vivo do Ummagumma também pode ser encontrada substituindo a versão de estúdio no lançamento americano de A Nice Pair, um álbum duplo de 1973 compilando os dois primeiros álbuns da banda.
Foi retirada dos sets ao vivo em meados de 1971, mas reapareceu como a primeira música em alguns sets da turnê de 1994 da banda. A última vez que a música foi tocada com Waters foi em 20 de junho de 1971 no Palaeur em Roma, Itália. Uma versão de um show em Miami aparece como lado B no single "Take It Back" da banda, e uma versão de um dos shows em Londres aparece no álbum ao vivo Pulse. Gilmour tocou a música em algumas de suas aparições durante sua turnê solo de 2006, novamente dividindo o vocal principal com outro membro do Floyd, Wright. Ele disse sobre tocar a música ao vivo pela primeira vez em mais de 20 anos:
[Ouvi dizer que você tirou o pó de "Astronomy Dominé" para os shows.] Sim, e precisava de um pouco de pó, posso te dizer! Acho que não tocávamos desde 1968.
A faixa também está no álbum de compilação do Pink Floyd de 2001, Echoes: The Best of Pink Floyd.
A versão Pulse reverte para a duração original de 4 minutos, com Gilmour e Wright assumindo os vocais principais como em Ummagumma. Esta foi a única música da turnê de 1994 com Gilmour, Mason e Wright tocando sem músicos de apoio, com apenas Guy Pratt adicionando baixo e vocais.
A música também foi tocada por Gilmour e sua banda solo (que incluía Wright com Pratt no baixo e Steve DiStanislao na bateria) nas sessões do Abbey Road Studios, que foi lançada como parte de um pacote de CD/DVD On an Island. "Astronomy Dominé" foi tocada durante as últimas datas da turnê On an Island de Gilmour, e está em seus DVDs Remember That Night e Live in Gdańsk.
Gilmour também inseriu a música no setlist de sua turnê mundial Rattle That Lock.
A música foi tocada em Saucerful of Secrets de Nick Mason em 2018.

## Videoclipe
Em 1968, o Pink Floyd viajou para a Bélgica e apareceu no Tienerklanken, onde filmaram um filme promocional sincronizado com os lábios para "Astronomy Dominé", bem como "See Emily Play", "The Scarecrow", "Apples and Oranges", "Paint Box", "Set the Controls for the Heart of the Sun" e "Corporal Clegg". Barrett não aparece nesses filmes, pois foi substituído por Gilmour, que dublava a voz de Barrett no vídeo "Astronomy Dominé".

## Ficha técnica
| The Piper at the Gates of Dawn - Syd Barrett – guitarra e slide guitar (Fender Esquire), vocais - Richard Wright – órgão Farfisa, vocais - Roger Waters – baixo (Rickenbacker 4001) - Nick Mason – bateria - Peter Jenner – vocalização inicial Ummagumma - David Gilmour – guitarra, vocais - Richard Wright – órgão Farfisa, vocais - Roger Waters – baixo, backing vocals - Nick Mason – bateria | Pulse - David Gilmour – guitarra, vocais - Richard Wright – teclados, vocais - Nick Mason – bateria com: - Guy Pratt – baixo, vocais Live in Gdańsk - David Gilmour – guitarra, vocais - Richard Wright – teclados, vocais - Jon Carin – teclados, vocais - Steve DiStanislao – bateria - Phil Manzanera – guitarra - Guy Pratt – baixo, vocais |